# Ludwig Dill
Pour les articles homonymes, voir Dill.

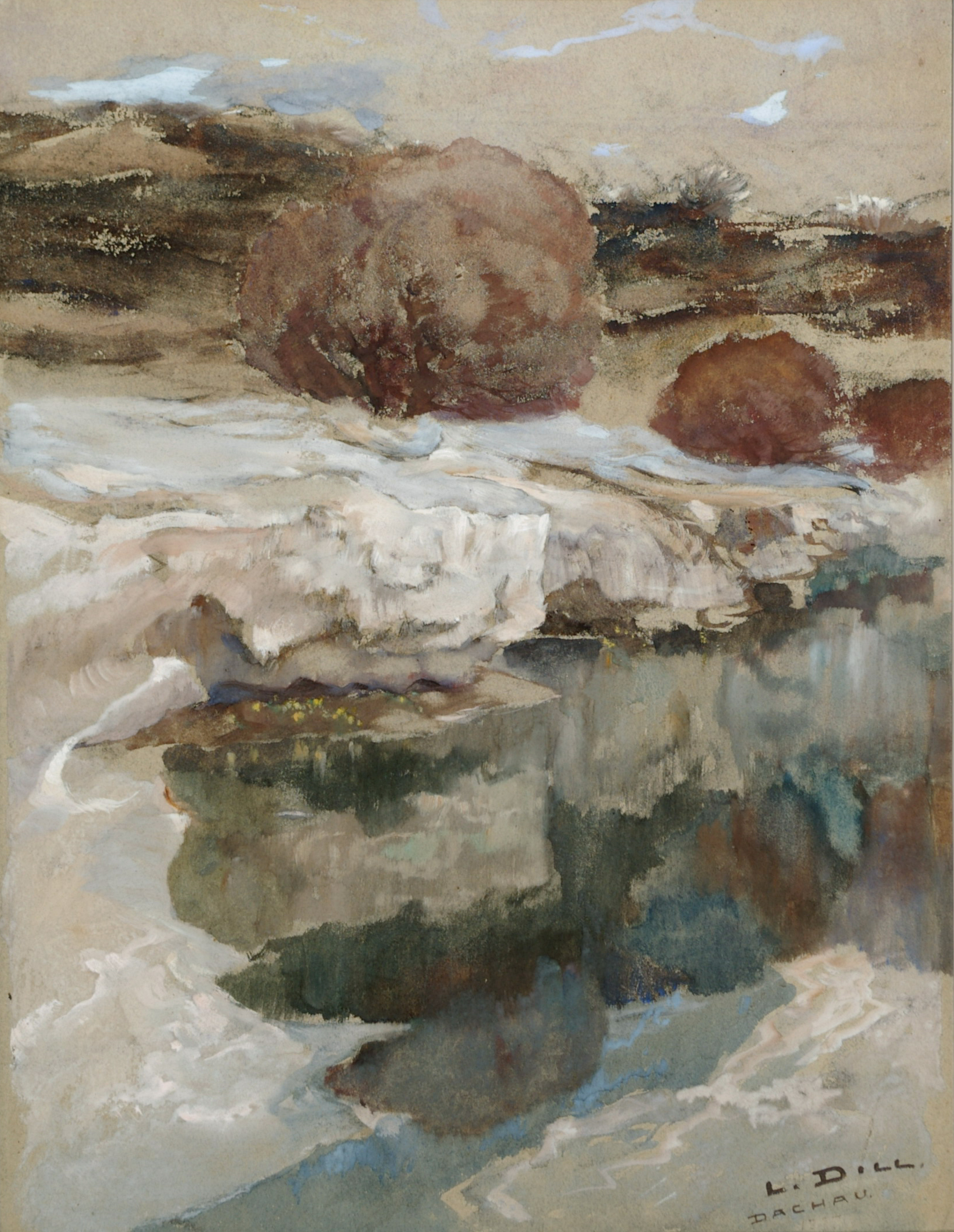
La Dernière Neige (1897)

Wilhelm Franz Karl Ludwig Dill, né le 2 février 1848 à Gernsbach et mort le 24 octobre 1940 à Karlsruhe est un peintre allemand de bateaux et de paysages, membre fondateur de la Sécession de Munich.

## Biographie
Ludwig Dill naît le 2 février 1848 à Gernsbach.
Il était le seul fils de l'assesseur fiscal (plus tard magistrat) pour le grand-duché de Bade, Ludwig Dill (de). La famille a déménagé plusieurs fois et s'est finalement installée à Stuttgart en 1862.
A partir de 1872, il étudie l'architecture à l'Institut Polytechnique (aujourd'hui l'Université de Stuttgart), puis à l'Académie des beaux-arts de Munich, en 1874, où il étudie sous la direction de Karl Theodor von Piloty et Otto Seitz (de). Il a cependant été plus influencé par les paysages d'Adolf Heinrich Lier et a décidé de poursuivre cette spécialité lui-même.
Il a beaucoup voyagé et la région de Venise (surtout Chioggia) est devenue l'une de ses préférées pour la peinture en  plein air. La nature impressionniste de la terre et des paysages marins l'a finalement conduit à une sorte de stylisation ornementale, s'approchant de l'Art Nouveau. Il devint plus tard membre fondateur de la Sécession de Munich et en fut le président de 1894 à 1899.
Son amitié avec Adolf Hölzel, qui dirigeait une école d'art à Dachau, le site d'une colonie d'artistes, était particulièrement importante pour sa carrière. La région, avec ses nombreuses landes et ses cours d'eau, a immédiatement attiré Dill. En 1896, il y a acheté une petite maison sur une rue qui porte son nom. Avec Hölzel et Arthur Langhammer, il a fondé un groupe appelé "New Dachau"
En 1899, il accepta un poste d'enseignant à l'Académie des Beaux-Arts de Karlsruhe, et y resta jusqu'en 1919, passant ses étés à Dachau. Il a également siégé à l'un des comités qui ont sélectionné des artistes pour créer des designs pour la compagnie de chocolat Stollwerck de Cologne. Sa première femme est morte en 1905. Quatre ans plus tard, il épouse la peintre Johanna Malburg, récemment devenue veuve. En 1936, il devient citoyen d'Honneur de Dachau.